# Snell Hollow
Snell Hollow – dolina w Stanach Zjednoczonych, w stanie Missouri, w hrabstwie Sainte Genevieve.

## Nazwa
Nazwa pochodzi od rodziny Snellów, osadników w tym stanie.